# 安德尔河畔尚堡
安德尔河畔尚堡（法語：Chambourg-sur-Indre，法語發音：[ʃɑ̃buʁ syʁ ɛ̃dʁ] ⓘ）是法国安德尔-卢瓦尔省的一个市镇，位于该省东南部，属于洛什区。

## 地理
安德尔河畔尚堡（47°10'53"N, 0°58'2"E）面积28.39 平方千米，位于法国中央-卢瓦尔河谷大区安德尔-卢瓦尔省，该省份为法国中西部省份，北起萨尔特省、东北接卢瓦-谢尔省，东南接安德尔省，南至维埃纳省，西临曼恩-卢瓦尔省。
与安德尔河畔尚堡接壤的市镇（或旧市镇、城区）包括：谢迪尼、安德尔河畔阿宰、洛什附近尚索、多吕勒塞克、费里耶尔叙博略、洛什、安德鲁瓦河畔圣康坦。

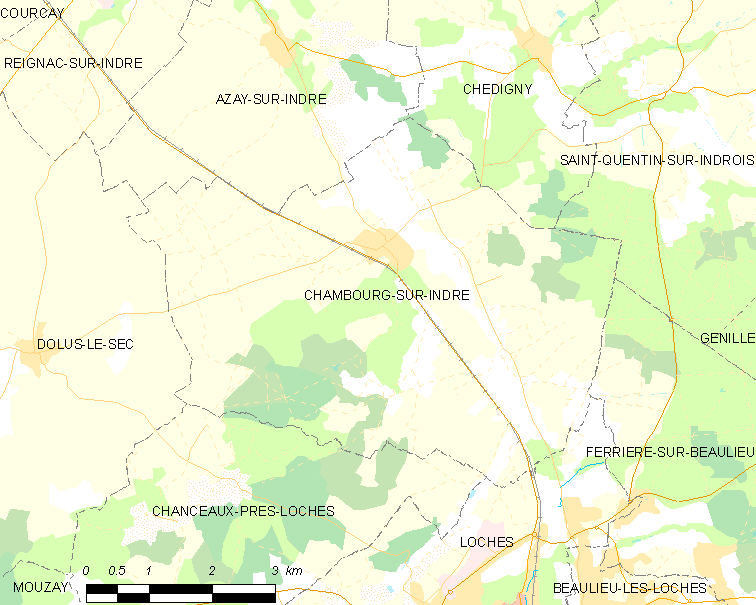
安德尔河畔尚堡的OSM定位图

安德尔河畔尚堡的时区为UTC+01:00、UTC+02:00（夏令时）。

## 行政
安德尔河畔尚堡的邮政编码为37310，INSEE市镇编码为37049。

## 政治
安德尔河畔尚堡所属的省级选区为洛什县。

## 人口

1962-2008年间安德尔河畔尚堡人口变化图示

安德尔河畔尚堡于2022年1月1日时的人口数量为1235人。